# Yarepotamon
Yarepotamon is een geslacht van kreeftachtigen uit de klasse van de Malacostraca (hogere kreeftachtigen).

## Soorten
- Yarepotamon aflagellum (Dai, Y. Z. Song, L. L. Li & Liang, 1980)
- Yarepotamon breviflagellum Dai & Türkay, 1997
- Yarepotamon gracillipa (Dai, Song, Li & Liang, 1980)
- Yarepotamon guangdongense Dai & Türkay, 1997